# Haut-parleur large bande

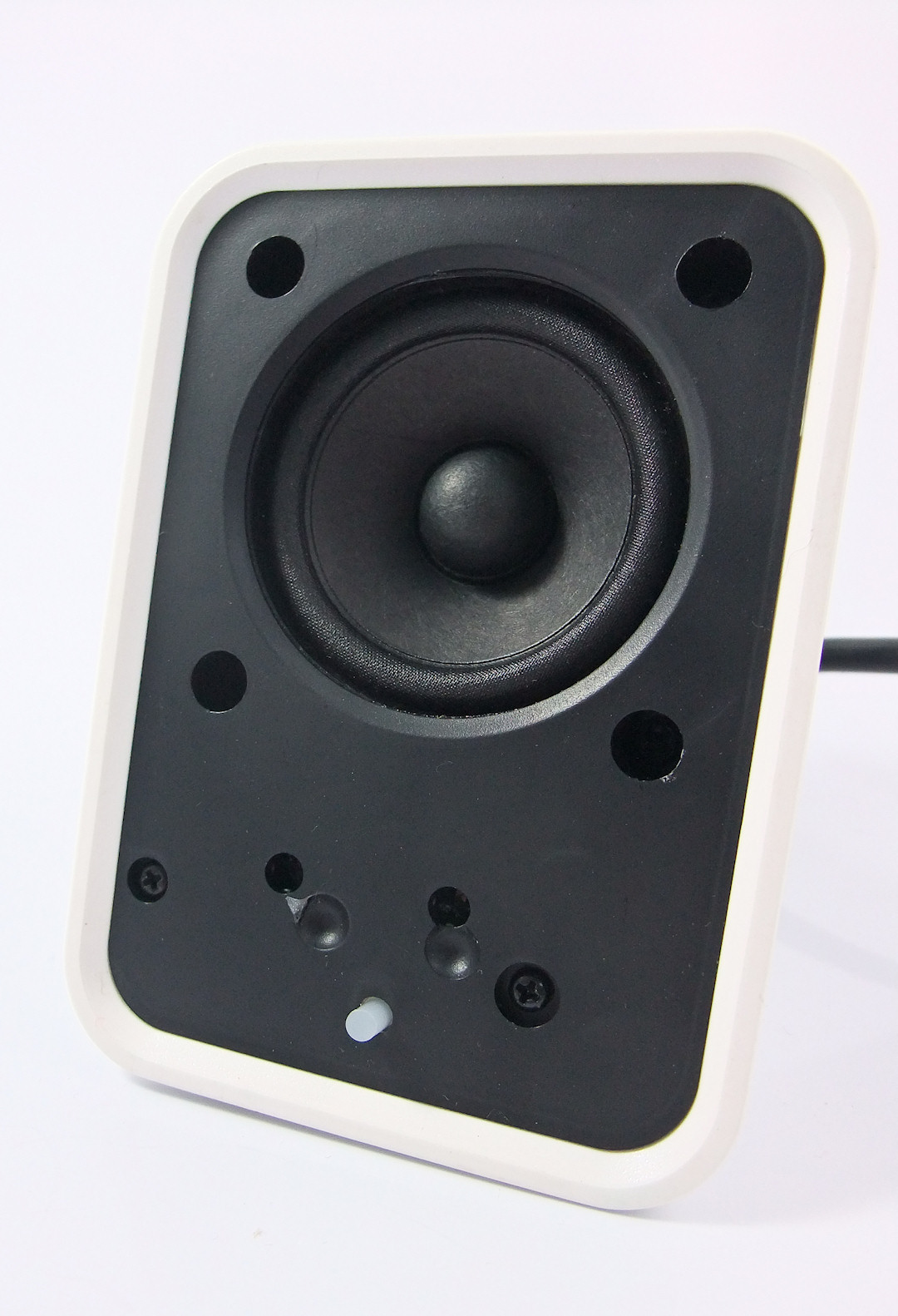
Petite enceinte acoustique équipée d'un haut-parleur large bande

Un haut-parleur large bande  se définit comme un haut-parleur qui reproduit une partie aussi grande que possible du spectre audible. Il est, en principe, conçu pour être utilisé seul et non en association avec des haut-parleurs spécialisés dans une partie du spectre audible, sa conception devant lui permettre de restituer aussi bien le grave que l'aigu. Le haut-parleur large bande est le type le plus utilisé[réf. nécessaire] : on le trouve dans tous les équipements où le système acoustique n'utilise pas plusieurs voies : récepteurs radio simples, appareils portables, enceintes acoustiques d'entrée de gamme. Il existe également des haut-parleurs large bande haut de gamme, très appréciés de certains amateurs de haute fidélité.